# Primera División de España 2009-10
La temporada 2009/10 de la Liga BBVA fue la 79.ª edición de la Primera División de España de fútbol. Se disputó entre el 29 de agosto de 2009 y el 16 de mayo de 2010. 
El Fútbol Club Barcelona se proclamó campeón por segunda temporada consecutiva y logró la vigésima liga de su historia, la décima en los últimos veinte años.
Los blaugranas sentenciaron el título en la última jornada, tras mantener una enconada lucha con el Real Madrid, hasta batir ambos equipos el récord de puntuación de la Primera División, con 99 y 96 puntos respectivamente, en la que varios medios de tendencia barcelonista bautizaron como la mejor liga de la historia de España. Por otro lado Real Valladolid, CD Tenerife y Xerez CD perdieron la categoría.

## Ascensos y descensos
| Pos. | Descendidos a 2.ª División |
| ---- | -------------------------- |
| 18.º | Real Betis Balompié        |
| 19.º | C. D. Numancia de Soria    |
| 20.º | R. C. Recreativo de Huelva |

| Pos. | Ascendidos de 2.ª División |
| ---- | -------------------------- |
| 1.º  | Xerez C. D.                |
| 2.º  | Real Zaragoza              |
| 3.º  | C. D. Tenerife             |

## Equipos y estadios
El RCD Espanyol, doce años después de la demolición del Estadio de Sarriá, estrenó su nuevo estadio llamado Cornellá-El Prat. 

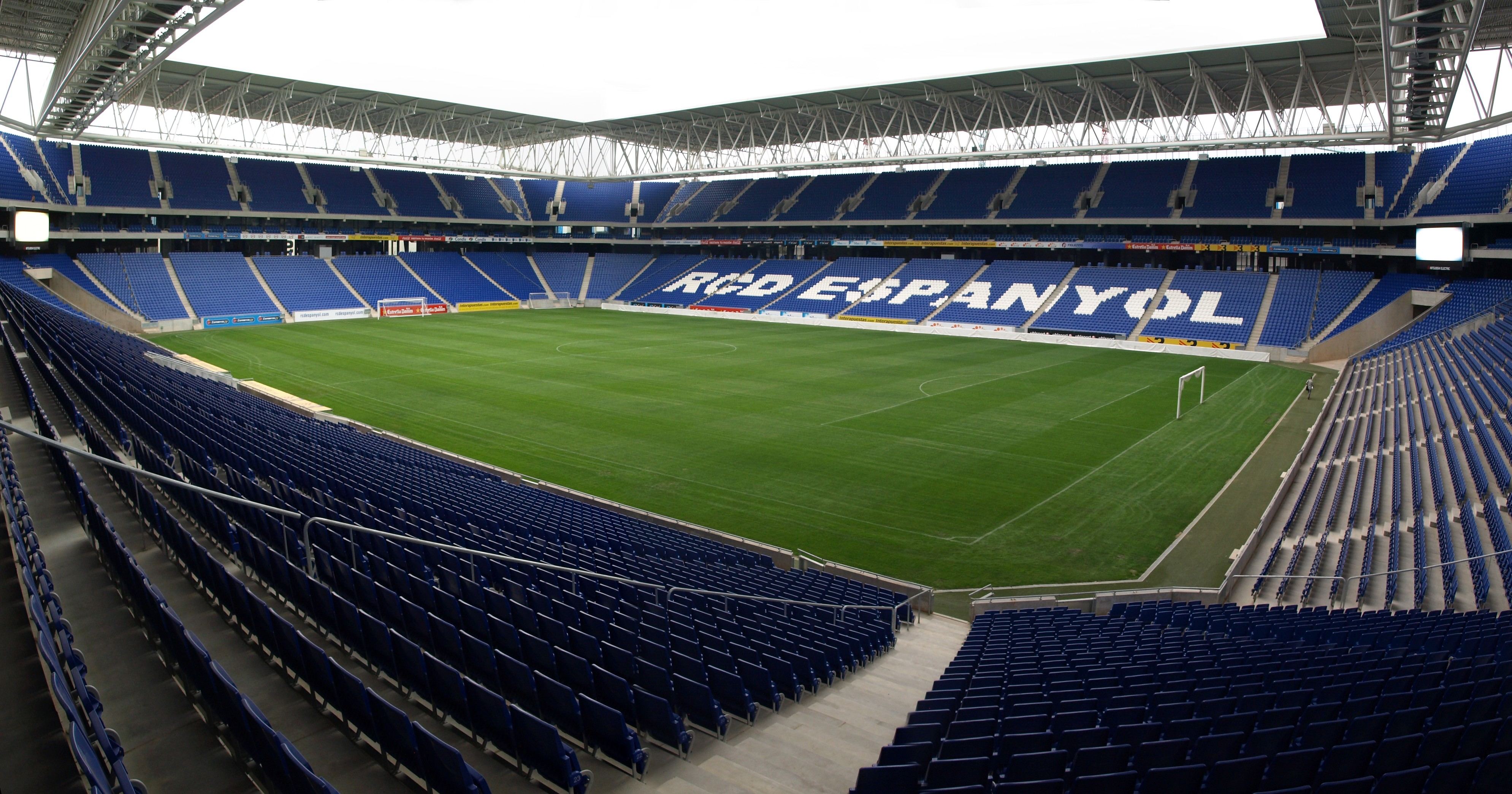
Tras doce años de alquiler en Montjuïc, el RCD Espanyol inauguró el Estadio de Cornellá-El Prat.

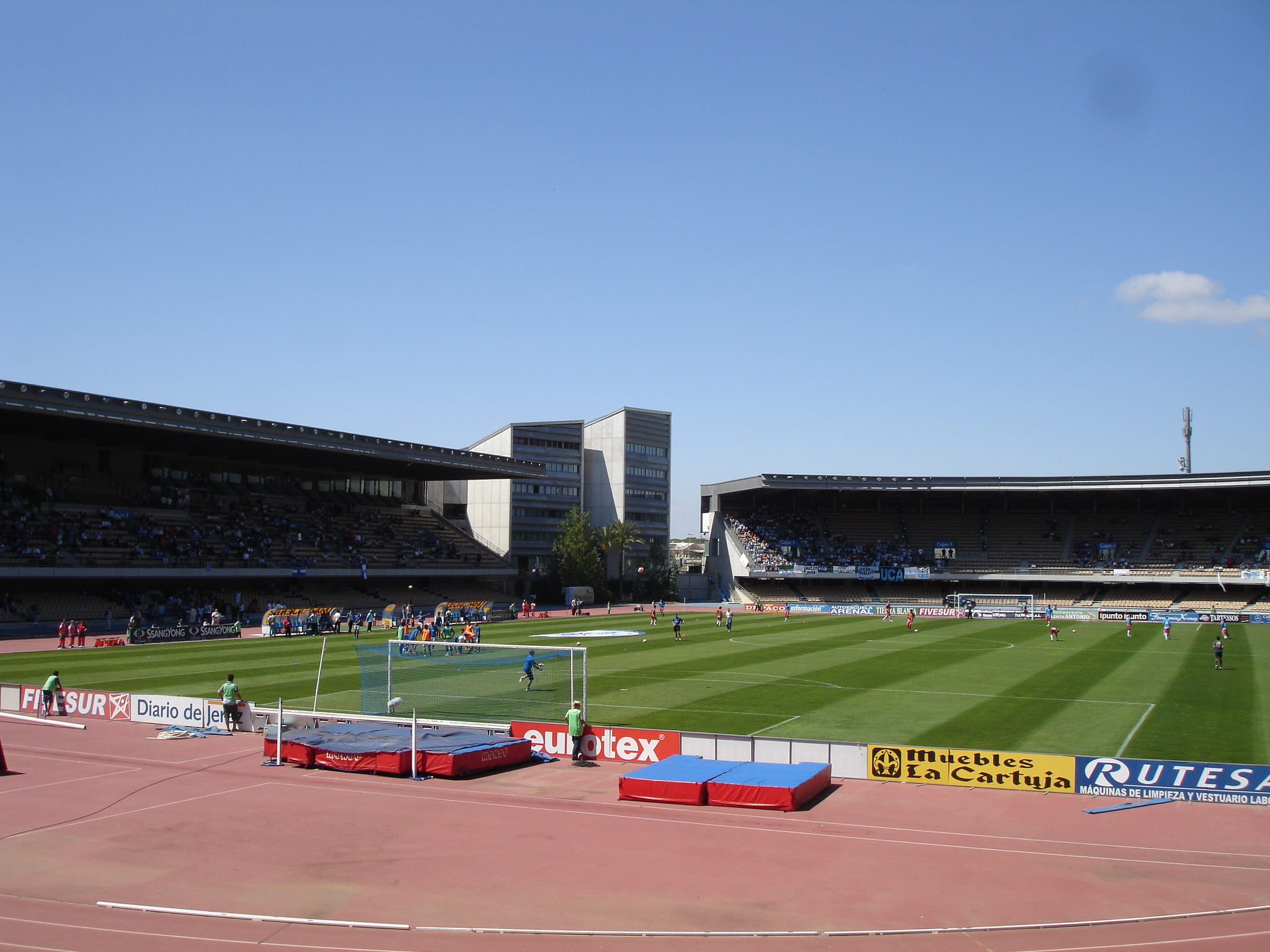
El Municipal de Chapín, en Jerez de la Frontera, se estrenó esta temporada como estadio de Primera División.

| Equipo                           | Ciudad                 | Estadio                   | Capacidad | Marca    | Patrocinador      |
| -------------------------------- | ---------------------- | ------------------------- | --------- | -------- | ----------------- |
| Unión Deportiva Almería          | Almería                | Juegos Mediterráneos      | 22.000.   | UDA      | Urcisol           |
| Athletic Club                    | Bilbao                 | San Mamés                 | 40.000.   | Umbro    | Petronor          |
| Club Atlético de Madrid          | Madrid                 | Vicente Calderón          | 55.000.   | Nike     | Kia               |
| Fútbol Club Barcelona            | Barcelona              | Camp Nou                  | 99.354.   | Nike     | Unicef            |
| Real Club Deportivo de La Coruña | La Coruña              | Riazor                    | 34.600.   | Lotto    | Estrella Galicia  |
| Real Club Deportivo Espanyol     | Cornellá de Llobregat  | Cornellà-El Prat          | 40.500.   | Uhlsport | Interapuestas.com |
| Getafe Club de Fútbol            | Getafe                 | Alfonso Pérez             | 16.496.   | Joma     | Burger King       |
| Málaga Club de Fútbol            | Málaga                 | La Rosaleda               | 28.963.   | Umbro    | William Hill      |
| Real Club Deportivo Mallorca     | Palma de Mallorca      | Ono Estadi                | 23.142.   | Reial    | Air Europa        |
| Club Atlético Osasuna            | Pamplona               | Reyno de Navarra          | 19.983.   | Diadora  | Yingli Solar      |
| Real Racing Club de Santander    | Santander              | El Sardinero              | 22.124.   | Slam     |                   |
| Real Madrid Club de Fútbol       | Madrid                 | Santiago Bernabéu         | 80.354.   | Adidas   | bwin.com          |
| Sevilla Fútbol Club              | Sevilla                | Ramón Sánchez Pizjuán     | 45.500.   | Joma     | 12/bet            |
| Real Sporting de Gijón           | Gijón                  | El Molinón                | 29.538.   | Astore   | Gijón/Asturias    |
| Club Deportivo Tenerife          | Santa Cruz de Tenerife | Heliodoro Rodríguez López | 24.948.   | Puma     | CajaCanarias      |
| Valencia Club de Fútbol          | Valencia               | Mestalla                  | 55.400.   | Kappa    | Unibet            |
| Real Valladolid Club de Fútbol   | Valladolid             | Nuevo José Zorrilla       | 26.512.   | Puma     | Caja Duero        |
| Villarreal Club de Fútbol        | Villarreal             | El Madrigal               | 25.000.   | Puma     | Aeroport Castelló |
| Xerez Club Deportivo             | Jerez de la Frontera   | Chapín                    | 20.523.   | Legea    | Cajasol           |
| Real Zaragoza                    | Zaragoza               | La Romareda               | 34.596.   | Adidas   | Telefónica        |

### Equipos por comunidades autónomas
| Comunidad autónoma   | N.º | Equipos                             |
| -------------------- | --- | ----------------------------------- |
| Andalucía            | 4   | Almería, Málaga, Sevilla y Xerez CD |
| Comunidad de Madrid  | 3   | Real Madrid, Getafe y Atlético      |
| Cataluña             | 2   | F. C. Barcelona y RCD Espanyol      |
| Comunidad Valenciana | 2   | Valencia y Villarreal               |
| Aragón               | 1   | Zaragoza                            |
| Asturias             | 1   | Sporting                            |
| Cantabria            | 1   | Racing                              |
| Castilla y León      | 1   | Valladolid                          |
| Galicia              | 1   | Deportivo                           |
| Islas Baleares       | 1   | Mallorca                            |
| Islas Canarias       | 1   | Tenerife                            |
| Navarra              | 1   | Osasuna                             |
| País Vasco           | 1   | Athletic                            |

## Crónica

### Campeonato
Tras los éxitos del F. C. Barcelona la temporada anterior, donde logró el Sextete, el Real Madrid desembolsó más de 200 millones de euros con la vuelta de Florentino Pérez a la presidencia del club blanco, el Madrid contrató a varias estrellas del momento, denominadose por algunos medios como la "Segunda era galáctica", omo en el baluarte y cabeza del proyecto iba a ser el portugués Cristiano Ronaldo, por el que se desembolsó 96 millones de euros que fueron a Manchester, convirtiéndose en el fichaje más caro de la historia, el deseado brasileño Kaká, que costó 65 millones, o el francés Benzema, proveniente del Olympique de Lyon, aparte de contratar como entrenador al chileno Manuel Pellegrini, que ya había demostrado su valía en el Villarreal. La idea era volver a los caminos del éxito y poder vencer al Barça, que continuaba con un juego que maravillaba al mundo entero, el equipo azulgrana también realizó algunos fichajes de enjundia, el principal fue el del sueco Ibrahimović, proveniente del Inter de Milán por 68 millones de euros.
La Liga comenzó con los dos grandes venciendo durante 5 partidos consecutivos en el caso de los merengues y 6 en el caso azulgrana, salvo algún tropiezo poco significativo, Madrid y Barça contiuaban con la racha, sólo perseguidos por el Sevilla, o el Valencia, que se descolgó tras perder por 2-3 en Mestalla contra el Madrid. El Clásico nos demostró que había más igualdad, ya que el Barcelona sufrió para llevarse los tres puntos en casa (1-0). La primera vuelta terminaba con el Barça líder con 5 puntos de ventaja sobre el Madrid y 10 sobre el Valencia C. F.. En la zona media quedaba el Atlético de Madrid, que había empezado con muchas dudas y quedaba lejos del Sevilla, que marcaba la zona europea. El sorprendente RCD Mallorca mantenía el 4º puesto y en el descenso quedaban el recién ascendido Xerez CD, el Real Zaragoza y el Tenerife.
La segunda vuelta siguió por el mismo tono, Barcelona y Madrid continuaban venciendo, con varias goleadas incluidas, como el 6-2 del Real Madrid al Villarreal, mientras el RCD Mallorca continuaba triunfante en zona europea, de la que se descolgó el Deportivo tras su derrota ante el Valladolid (0-2), por su parte, la zona baja se apretaba un poco más.
En la jornada 31, el Madrid podía continuar líder tras un bajón de los azulgranas, pero el F. C. Barcelona venció sin problemas en el Santiago Bernabéu (0-2), con todo esto, el final fue muy bonito, con el título, puestos europeos y descenso en juego. 
El Barcelona se llevó la Liga tras este mano a mano con el Madrid al vencer en la última jornada al Valladolid (4-0), aprovechando el empate del Madrid en Málaga, llevándose también el premio Pichichi gracias a Lionel Messi y el Zamora, gracias a Víctor Valdés, de esta forma, el Madrid se quedaba en blanco por segundo año conscutivo, tras caer en octavos de Champions League contra el Lyon y en copa ante el sorprendente AD Alcorcón, que vapuleó a los merengues por 4-0. El Barcelona por su parte, consiguió al menos la Liga, ya que en Champions League caía en semifinales contra el Inter de Milán de José Mourinho y en copa ante el Sevilla.

### Plazas por Europa
En Europa todo quedó para el final, tras el Madrid, el tercer clasificado fue el Valencia, tras una buena temporada y una remontada el cuarto puesto se lo quedó el Sevilla, que venció en Almería en la última jornada y en el último minuto (2-3), quitándole el puesto a la revelación, el RCD Mallorca, que finalmente no se clasificó a la renombrada Europa League por impagos y deudas, pasando su puesto al 7º clasificado, que era el Villarreal, la 6ª plaza fue para el Getafe. La plaza de Copa del Rey se la llevó el Atlético de Madrid, 9º clasificado en Liga y finalista en la copa tras perder ante el Sevilla por 2-0 en Barcelona. No obstante, el equipo rojiblanco vencería en la Europa League tras derrotar en la final por 2-1 al Fulham inglés en la prórroga.

### Descenso
La zona baja y el descenso final se repartió en las últimas jornadas, aunque el devenir más o menos se conocía, el Valladolid, que perdió 4-0 en la última jornada ante el Barcelona, y que aún tenía posibilidades descendió, tras un empate del Málaga (1-1) con el Madrid en La Rosaleda, y la victoria del Racing por 2-0 ante el Sporting de Gijón, por su lado, el Tenerife, que tenía que ganar en Valencia (1-0), y el Xerez CD, que debía hacer lo mismo en Pamplona (1-1), fueron los que también perdieron la categoría.

## Sistema de competición
La Primera División de España 2009/10 fue organizada por la Liga Nacional de Fútbol Profesional (LFP).
Como en temporadas precedentes, constaba de un grupo único integrado por veinte clubes de toda la geografía española. Siguiendo un sistema de liga, los veinte equipos se enfrentaron todos contra todos en dos ocasiones —una en campo propio y otra en campo contrario— sumando un total de 38 jornadas. El orden de los encuentros se decididó por sorteo antes de empezar la competición.
La clasificación final se estableció con arreglo a los puntos obtenidos en cada enfrentamiento, a razón de tres por partido ganado, uno por empatado y ninguno en caso de derrota. Si al finalizar el campeonato dos equipos igualaban a puntos, los mecanismos para desempatar la clasificación fueron los siguientes:
1. La mayor diferencia entre goles a favor y en contra en los enfrentamientos entre ambos.
2. Si persistía el empate, se tuvo en cuenta la diferencia de goles a favor y en contra en todos los encuentros del campeonato.
3. Si aún persistía el empate, se tuvo en cuenta el mayor número de goles a favor en todos los encuentros del campeonato.

Si el empate a puntos fue entre tres o más clubes, los sucesivos mecanismos de desempate previstos por el reglamento fueron son los siguientes: 
1. La mejor puntuación de la que a cada uno corresponda a tenor de los resultados de los partidos jugados entre sí por los clubes implicados.
2. La mayor diferencia de goles a favor y en contra, considerando únicamente los partidos jugados entre sí por los clubes implicados.
3. La mayor diferencia de goles a favor y en contra teniendo en cuenta todos los encuentros del campeonato.
4. El mayor número de goles a favor teniendo en cuenta todos los encuentros del campeonato.
5. El club mejor clasificado con arreglo a los baremos de fair play.

### Efectos de la clasificación
El equipo que más puntos sumó al final del campeonato fue proclamado campeón de liga y obtuvo el derecho automático a participar en la fase de grupos de la siguiente edición de la Liga de Campeones de la UEFA, junto con el subcampeón
y el tercer clasificado, mientras que el cuarto clasificado accedió para la ronda previa de la competición. 
El quinto y el sexto clasificado obtuvieron el derecho a participar en la próxima UEFA Europa League. 
Los tres últimos equipos descendieron directamente a la Segunda División. De esta ascenderán recíprocamente los tres primeros clasificados, para reemplazar a los equipos que desciendan.

### Inscripción de futbolistas
Los clubes pudieron alinear a los futbolistas que previamente hubiesen sido inscritos, disponiendo de un máximo de 25 fichas federativas. De estas, solo tres podían corresponder a futbolistas extranjeros no comunitarios, es decir, jugadores cuya nacionalidad no correspondía a los países de la Unión Europea. En los partidos, estos tres "extracomunitarios" pudieron alinearse simultáneamente.
Existieron dos períodos abiertos para la inscripción de futbolistas: el primero, antes de iniciarse la competición (meses de julio y agosto) y el segundo a mitad de temporada (durante el mes de enero). Fuera de estos períodos sólo se autorizaron inscripciones, de forma excepcional, cuando un jugador causó baja por lesión con un período de inactividad estimado de más de cinco meses.
Al margen de los 25 futbolistas profesionales inscritos, los clubes pudieron alinear a los jugadores de su filial y categorías inferiores de forma ilimitada si estos eran menores de veintitrés años y no tenían licencia profesional. Si, por el contrario, eran mayores de veintitrés años, el reglamento les impidió volver a actuar en un equipo de categoría inferior cuando disputaron más de diez partidos en Primera División.

### Justicia deportiva
Las cuestiones de justicia deportiva fueron competencia de la Real Federación Española de Fútbol a través de sus Comités de Disciplina Deportiva: Comité de Competición, Jueces de Competición y Comité de Apelación. El Comité de Competición dictaminó semanalmente las sanciones a los futbolistas. Los jugadores fueron sancionados con un partido de suspensión en caso de acumular cinco amonestaciones a lo largo del campeonato. Igualmente, fueron suspendidos aquellos futbolistas expulsados durante un encuentro.
Los árbitros de cada partido fueron designados por una comisión creada para tal objetivo e integrada por representantes de LaLiga y la RFEF.

## Clasificación

### Clasificación final
| Pos. | Equipo              | Pts. | PJ | G  | E  | P  | GF  | GC | Dif. | Clasificación o descenso               |
| ---- | ------------------- | ---- | -- | -- | -- | -- | --- | -- | ---- | -------------------------------------- |
| 1    | Barcelona (C)       | 99   | 38 | 31 | 6  | 1  | 98  | 24 | +74  | Fase de grupos de la Liga de Campeones |
| 2    | Real Madrid         | 96   | 38 | 31 | 3  | 4  | 102 | 35 | +67  | Fase de grupos de la Liga de Campeones |
| 3    | Valencia            | 71   | 38 | 21 | 8  | 9  | 59  | 40 | +19  | Fase de grupos de la Liga de Campeones |
| 4    | Sevilla             | 63   | 38 | 19 | 6  | 13 | 65  | 49 | +16  | Play-offs de la Liga de Campeones      |
| 5    | Mallorca            | 62   | 38 | 18 | 8  | 12 | 59  | 44 | +15  |                                        |
| 6    | Getafe              | 58   | 38 | 17 | 7  | 14 | 58  | 48 | +10  | Play-offs de la Liga Europa            |
| 7    | Villarreal          | 56   | 38 | 16 | 8  | 14 | 58  | 57 | +1   | Play-offs de la Liga Europa            |
| 8    | Athletic Club       | 54   | 38 | 15 | 9  | 14 | 50  | 53 | −3   |                                        |
| 9    | Atlético de Madrid  | 47   | 38 | 13 | 8  | 17 | 57  | 61 | −4   | Fase de grupos de la Liga Europa       |
| 10   | Deportivo La Coruña | 47   | 38 | 13 | 8  | 17 | 35  | 49 | −14  |                                        |
| 11   | Espanyol            | 44   | 38 | 11 | 11 | 16 | 29  | 46 | −17  |                                        |
| 12   | Osasuna             | 43   | 38 | 11 | 10 | 17 | 37  | 46 | −9   |                                        |
| 13   | Almería             | 42   | 38 | 10 | 12 | 16 | 43  | 55 | −12  |                                        |
| 14   | Real Zaragoza       | 41   | 38 | 10 | 11 | 17 | 46  | 64 | −18  |                                        |
| 15   | Sporting de Gijón   | 40   | 38 | 9  | 13 | 16 | 36  | 51 | −15  |                                        |
| 16   | Racing de Santander | 39   | 38 | 9  | 12 | 17 | 42  | 59 | −17  |                                        |
| 17   | Málaga              | 37   | 38 | 7  | 16 | 15 | 42  | 48 | −6   |                                        |
| 18   | Real Valladolid (D) | 36   | 38 | 7  | 15 | 16 | 37  | 62 | −25  | Descenso de categoría                  |
| 19   | Tenerife (D)        | 36   | 38 | 9  | 9  | 20 | 40  | 74 | −34  | Descenso de categoría                  |
| 20   | Xerez (D)           | 34   | 38 | 8  | 10 | 20 | 38  | 66 | −28  | Descenso de categoría                  |

 Fuente: BDFutbol
Notas:
1. ↑  Mallorca no se clasificó para la Liga Europa de la UEFA 2010-11 porque la UEFA decidió excluirlo de la competición por sus problemas económicos y por ser partícipe el club en un concurso de acreedores. Su cupo pasó al 7° clasificado que fue el Villarreal.[6]
2. ↑  Atlético de Madrid se clasificó para la fase de grupos de la Liga Europa de la UEFA 2010-11 por ser campeón de la Liga Europa de la UEFA 2009-10.

Notas:
|                         |
|                         |
| Campeón F. C. Barcelona |
| 20.º título             |

### Evolución de la clasificación
| Jornada / Equipo | 1  | 2  | 3  | 4  | 5  | 6  | 7  | 8  | 9  | 10 | 11 | 12 | 13 | 14 | 15 | 16 | 17 | 18 | 19 | 20 | 21 | 22 | 23 | 24 | 25 | 26 | 27 | 28 | 29 | 30 | 31 | 32 | 33 | 34 | 35 | 36 | 37 | 38 |
| Jornada / Equipo |    |    |    |    |    |    |    |    |    |    |    |    |    |    |    |    |    |    |    |    |    |    |    |    |    |    |    |    |    |    |    |    |    |    |    |    |    |    |
| ---------------- | -- | -- | -- | -- | -- | -- | -- | -- | -- | -- | -- | -- | -- | -- | -- | -- | -- | -- | -- | -- | -- | -- | -- | -- | -- | -- | -- | -- | -- | -- | -- | -- | -- | -- | -- | -- | -- | -- |
| Barcelona        | 2  | 1  | 2  | 1  | 2  | 1  | 1  | 1  | 1  | 1  | 2  | 1  | 1  | 1  | 1  | 1  | 1  | 1  | 1  | 1  | 1  | 1  | 1  | 1  | 2  | 2  | 2  | 2  | 2  | 2  | 1  | 1  | 1  | 1  | 1  | 1  | 1  | 1  |
| R. Madrid        | 6  | 2  | 1  | 2  | 1  | 2  | 2  | 2  | 2  | 2  | 1  | 2  | 2  | 2  | 2  | 2  | 2  | 2  | 2  | 2  | 2  | 2  | 2  | 2  | 1  | 1  | 1  | 1  | 1  | 1  | 2  | 2  | 2  | 2  | 2  | 2  | 2  | 2  |
| Valencia         | 5  | 3  | 5  | 6  | 7  | 5  | 6  | 4  | 4  | 4  | 4  | 4  | 3  | 4  | 4  | 3  | 3  | 3  | 3  | 3  | 3  | 3  | 3  | 3  | 3  | 3  | 3  | 3  | 3  | 3  | 3  | 3  | 3  | 3  | 3  | 3  | 3  | 3  |
| Sevilla          | 16 | 8  | 6  | 3  | 3  | 3  | 3  | 3  | 3  | 3  | 3  | 3  | 4  | 3  | 3  | 5  | 5  | 6  | 6  | 4  | 5  | 4  | 4  | 4  | 4  | 4  | 5  | 5  | 5  | 4  | 4  | 5  | 5  | 5  | 5  | 4  | 4  | 4  |
| Mallorca         | 4  | 5  | 4  | 5  | 4  | 6  | 5  | 6  | 5  | 6  | 6  | 6  | 6  | 5  | 5  | 4  | 6  | 4  | 4  | 5  | 4  | 5  | 6  | 5  | 5  | 5  | 4  | 4  | 4  | 5  | 5  | 4  | 4  | 4  | 4  | 5  | 5  | 5  |
| Getafe           | 1  | 7  | 12 | 8  | 12 | 8  | 12 | 8  | 11 | 12 | 9  | 9  | 9  | 8  | 8  | 7  | 7  | 8  | 7  | 7  | 8  | 8  | 8  | 9  | 9  | 8  | 8  | 9  | 9  | 9  | 8  | 7  | 8  | 7  | 7  | 6  | 6  | 6  |
| Villarreal       | 10 | 13 | 17 | 18 | 19 | 19 | 20 | 18 | 13 | 16 | 11 | 12 | 11 | 10 | 9  | 9  | 10 | 10 | 9  | 9  | 10 | 10 | 10 | 8  | 8  | 9  | 9  | 10 | 8  | 7  | 7  | 8  | 6  | 6  | 6  | 7  | 7  | 7  |
| Athletic         | 7  | 4  | 3  | 4  | 6  | 7  | 10 | 11 | 9  | 8  | 8  | 8  | 8  | 7  | 7  | 8  | 8  | 7  | 8  | 8  | 7  | 7  | 7  | 7  | 7  | 7  | 6  | 6  | 6  | 6  | 6  | 6  | 7  | 8  | 8  | 8  | 8  | 8  |
| At. Madrid       | 19 | 18 | 19 | 19 | 18 | 14 | 15 | 17 | 18 | 18 | 18 | 17 | 13 | 14 | 15 | 11 | 11 | 11 | 11 | 13 | 12 | 11 | 13 | 11 | 10 | 10 | 10 | 8  | 10 | 10 | 10 | 10 | 10 | 10 | 10 | 9  | 9  | 9  |
| Deportivo        | 13 | 9  | 13 | 7  | 5  | 4  | 4  | 5  | 6  | 5  | 5  | 5  | 5  | 6  | 6  | 6  | 4  | 5  | 5  | 6  | 6  | 6  | 5  | 6  | 6  | 6  | 7  | 7  | 7  | 8  | 9  | 9  | 9  | 9  | 9  | 10 | 10 | 10 |
| Espanyol         | 14 | 20 | 14 | 9  | 10 | 10 | 8  | 9  | 8  | 9  | 10 | 11 | 14 | 17 | 13 | 16 | 13 | 14 | 14 | 14 | 14 | 12 | 15 | 15 | 14 | 14 | 14 | 13 | 14 | 14 | 14 | 14 | 13 | 11 | 11 | 12 | 11 | 11 |
| Osasuna          | 9  | 14 | 18 | 14 | 9  | 12 | 9  | 10 | 10 | 10 | 12 | 10 | 10 | 11 | 12 | 12 | 14 | 12 | 12 | 10 | 9  | 9  | 9  | 12 | 11 | 13 | 13 | 15 | 13 | 13 | 12 | 11 | 11 | 12 | 12 | 11 | 13 | 12 |
| Almería          | 11 | 15 | 7  | 11 | 11 | 13 | 11 | 12 | 15 | 11 | 13 | 13 | 16 | 16 | 17 | 15 | 15 | 15 | 15 | 16 | 15 | 16 | 14 | 13 | 13 | 11 | 11 | 11 | 11 | 11 | 13 | 13 | 12 | 13 | 13 | 13 | 12 | 13 |
| Zaragoza         | 8  | 11 | 15 | 15 | 8  | 11 | 13 | 15 | 12 | 13 | 14 | 14 | 17 | 18 | 19 | 19 | 19 | 19 | 19 | 18 | 17 | 17 | 17 | 17 | 17 | 17 | 17 | 17 | 17 | 15 | 16 | 16 | 16 | 16 | 15 | 14 | 15 | 14 |
| Sporting         | 20 | 12 | 10 | 12 | 14 | 9  | 7  | 7  | 7  | 7  | 7  | 7  | 7  | 9  | 10 | 10 | 9  | 9  | 10 | 11 | 13 | 13 | 11 | 10 | 12 | 12 | 12 | 12 | 12 | 12 | 11 | 12 | 14 | 14 | 14 | 15 | 14 | 15 |
| Racing           | 18 | 17 | 9  | 16 | 15 | 17 | 14 | 16 | 17 | 17 | 17 | 19 | 18 | 15 | 16 | 14 | 12 | 13 | 13 | 12 | 11 | 14 | 16 | 16 | 16 | 16 | 16 | 14 | 16 | 17 | 15 | 15 | 15 | 15 | 16 | 17 | 17 | 16 |
| Málaga           | 3  | 6  | 11 | 17 | 17 | 18 | 19 | 20 | 20 | 20 | 20 | 18 | 19 | 19 | 18 | 18 | 18 | 16 | 16 | 15 | 16 | 15 | 12 | 14 | 15 | 15 | 15 | 16 | 15 | 16 | 17 | 17 | 17 | 17 | 17 | 16 | 18 | 17 |
| Valladolid       | 12 | 16 | 8  | 13 | 16 | 16 | 17 | 14 | 14 | 14 | 15 | 15 | 15 | 13 | 11 | 13 | 16 | 17 | 17 | 17 | 18 | 19 | 18 | 18 | 18 | 19 | 18 | 18 | 19 | 19 | 19 | 19 | 19 | 18 | 19 | 19 | 16 | 18 |
| Tenerife         | 15 | 10 | 16 | 10 | 13 | 15 | 16 | 13 | 16 | 15 | 16 | 16 | 12 | 12 | 14 | 17 | 17 | 18 | 18 | 19 | 19 | 18 | 19 | 19 | 19 | 18 | 19 | 19 | 18 | 18 | 18 | 18 | 18 | 19 | 18 | 18 | 19 | 19 |
| Xerez            | 17 | 19 | 20 | 20 | 20 | 20 | 18 | 19 | 19 | 19 | 19 | 20 | 20 | 20 | 20 | 20 | 20 | 20 | 20 | 20 | 20 | 20 | 20 | 20 | 20 | 20 | 20 | 20 | 20 | 20 | 20 | 20 | 20 | 20 | 20 | 20 | 20 | 20 |

## Cuadro de resultados
La tabla siguiente muestra los resultados de todos los partidos de liga.
| Local \ Visitante         | ALM | ATH | ATM | BAR | DEP | ESP | GET | MAL | MLL | OSA | RAC | RMA | SEV | SPO | TEN | VAL | VLD | VIL | XER | ZAR |
| ------------------------- | --- | --- | --- | --- | --- | --- | --- | --- | --- | --- | --- | --- | --- | --- | --- | --- | --- | --- | --- | --- |
| U. D. Almería             | —   | 1–4 | 1–0 | 2–2 | 1–1 | 0–1 | 1–0 | 1–0 | 1–1 | 2–0 | 2–2 | 1–2 | 2–3 | 3–1 | 1–1 | 0–3 | 0–0 | 4–2 | 1–0 | 1–0 |
| Athletic Club             | 4–1 | —   | 1–0 | 1–1 | 2–0 | 1–0 | 2–2 | 1–1 | 1–3 | 2–0 | 4–3 | 1–0 | 0–4 | 1–2 | 4–1 | 1–2 | 2–0 | 3–2 | 3–2 | 0–0 |
| Atlético de Madrid        | 2–2 | 2–0 | —   | 2–1 | 3–0 | 4–0 | 0–3 | 0–2 | 1–1 | 1–0 | 1–1 | 2–3 | 2–1 | 3–2 | 3–1 | 4–1 | 3–1 | 1–2 | 1–2 | 2–1 |
| F. C. Barcelona           | 1–0 | 4–1 | 5–2 | —   | 3–0 | 1–0 | 2–1 | 2–1 | 4–2 | 2–0 | 4–0 | 1–0 | 4–0 | 3–0 | 4–1 | 3–0 | 4–0 | 1–1 | 3–1 | 6–1 |
| R. C. Deportivo La Coruña | 0–0 | 3–1 | 2–1 | 1–3 | —   | 2–3 | 1–3 | 1–0 | 1–0 | 1–0 | 1–1 | 1–3 | 1–0 | 1–1 | 3–1 | 0–0 | 0–2 | 1–0 | 2–1 | 0–1 |
| R. C. D. Espanyol         | 2–0 | 1–0 | 3–0 | 0–0 | 2–0 | —   | 0–2 | 2–1 | 1–1 | 2–1 | 0–4 | 0–3 | 2–0 | 0–0 | 2–1 | 0–2 | 1–1 | 0–0 | 0–0 | 2–1 |
| Getafe C. F.              | 2–2 | 2–0 | 1–0 | 0–2 | 0–2 | 1–1 | —   | 2–1 | 3–0 | 2–1 | 0–0 | 2–4 | 4–3 | 1–1 | 2–1 | 3–1 | 1–0 | 3–0 | 5–1 | 0–2 |
| Málaga C. F.              | 1–2 | 1–1 | 3–0 | 0–2 | 0–0 | 2–1 | 1–0 | —   | 2–1 | 1–1 | 1–2 | 1–1 | 1–2 | 1–1 | 1–1 | 0–1 | 0–0 | 2–0 | 2–4 | 1–1 |
| R. C. D. Mallorca         | 3–1 | 2–0 | 4–1 | 0–1 | 2–0 | 2–0 | 3–1 | 1–1 | —   | 2–0 | 1–0 | 1–4 | 1–3 | 3–0 | 4–0 | 3–2 | 3–0 | 1–0 | 2–0 | 4–1 |
| C. A. Osasuna             | 1–0 | 0–0 | 3–0 | 1–1 | 3–1 | 2–0 | 0–0 | 2–2 | 0–1 | —   | 1–3 | 0–0 | 0–2 | 1–0 | 1–0 | 1–3 | 1–1 | 1–1 | 1–1 | 2–0 |
| Racing de Santander       | 0–2 | 0–2 | 1–1 | 1–4 | 0–1 | 3–1 | 1–4 | 0–3 | 0–0 | 1–1 | —   | 0–2 | 1–5 | 2–0 | 2–0 | 0–1 | 1–1 | 1–2 | 3–2 | 0–0 |
| Real Madrid C. F.         | 4–2 | 5–1 | 3–2 | 0–2 | 3–2 | 3–0 | 2–0 | 2–0 | 2–0 | 3–2 | 1–0 | —   | 3–2 | 3–1 | 3–0 | 2–0 | 4–2 | 6–2 | 5–0 | 6–0 |
| Sevilla F. C.             | 1–0 | 0–0 | 3–1 | 2–3 | 1–1 | 0–0 | 1–2 | 2–2 | 2–0 | 1–0 | 1–2 | 2–1 | —   | 3–0 | 3–0 | 2–1 | 1–1 | 3–2 | 1–1 | 4–1 |
| Sporting de Gijón         | 1–0 | 0–0 | 1–1 | 0–1 | 2–1 | 1–0 | 1–0 | 2–2 | 4–1 | 3–2 | 0–1 | 0–0 | 0–1 | —   | 0–2 | 1–1 | 0–2 | 1–0 | 2–2 | 1–1 |
| C. D. Tenerife            | 2–2 | 1–0 | 1–1 | 0–5 | 0–1 | 4–1 | 3–2 | 2–2 | 1–0 | 2–1 | 2–1 | 1–5 | 1–2 | 2–1 | —   | 0–0 | 0–0 | 2–2 | 1–0 | 1–3 |
| Valencia C. F.            | 2–0 | 2–0 | 2–2 | 0–0 | 1–0 | 1–0 | 2–1 | 1–0 | 1–1 | 3–0 | 0–0 | 2–3 | 2–0 | 2–2 | 1–0 | —   | 2–0 | 4–1 | 3–1 | 3–1 |
| Real Valladolid           | 1–1 | 2–2 | 0–4 | 0–3 | 4–0 | 0–0 | 0–0 | 1–1 | 1–2 | 1–2 | 2–1 | 1–4 | 2–1 | 2–1 | 3–3 | 2–4 | —   | 0–2 | 0–0 | 1–1 |
| Villarreal C. F.          | 1–1 | 2–1 | 2–1 | 1–4 | 1–0 | 0–0 | 3–2 | 2–1 | 1–1 | 0–2 | 2–0 | 0–2 | 3–0 | 1–0 | 5–0 | 2–0 | 3–1 | —   | 2–0 | 4–2 |
| Xerez C. D.               | 2–1 | 0–1 | 0–2 | 0–2 | 0–3 | 1–1 | 0–1 | 1–1 | 2–1 | 1–2 | 2–2 | 0–3 | 0–2 | 0–0 | 2–1 | 1–3 | 3–0 | 2–1 | —   | 3–2 |
| Real Zaragoza             | 2–1 | 1–2 | 1–1 | 2–4 | 0–0 | 1–0 | 3–0 | 2–0 | 1–1 | 0–1 | 2–2 | 1–2 | 2–1 | 1–3 | 1–0 | 3–0 | 1–2 | 3–3 | 0–0 | —   |

## Estadísticas

### Asistencia a los estadios
La tabla siguiente muestra la asistencia media en los estadios de fútbol de primera división, según partidos de liga.
| #  | Club                         | Asistencia | Diferencia 2008-09 | Capacidad | Porcentaje |
| -- | ---------------------------- | ---------- | ------------------ | --------- | ---------- |
| 1  | F. C. Barcelona              | 78.097     | 9,5%               | 99.354    | 78%        |
| 2  | Real Madrid C. F.            | 74.921     | 4,1%               | 80.354    | 93%        |
| 3  | Valencia C. F.               | 41.642     | 8,8%               | 52.000    | 80%        |
| 4  | Club Atlético de Madrid      | 40.815     | -8,5%              | 55.000    | 74%        |
| 5  | Sevilla F. C.                | 37.830     | -8,9%              | 45.000    | 84%        |
| 6  | Athletic Club                | 36.642     | 4,7%               | 40.000    | 91%        |
| 7  | R. C. D. Espanyol            | 27.229     | 14,3%              | 40.500    | 67%        |
| 8  | Real Zaragoza                | 24.632     | 29,1%              | 34.596    | 71%        |
| 9  | Málaga C. F.                 | 23.918     | -3,7%              | 28.963    | 82%        |
| 10 | Real Sporting de Gijón       | 20.528     | -7,2%              | 29 538    | 69%        |
| 11 | R. C. Deportivo de La Coruña | 18.932     | 11,4%              | 34.600    | 54%        |
| 12 | Real Valladolid C. F.        | 18.285     | 5%                 | 26.512    | 69%        |
| 13 | C. D. Tenerife               | 18.082     | 7%                 | 24.948    | 72%        |
| 14 | Villarreal C. F.             | 17.263     | -9,9%              | 25.000    | 69%        |
| 15 | C. A. Osasuna                | 17.008     | -4,6%              | 19.983    | 85%        |
| 16 | Xerez C. D.                  | 16.708     | 58,1%              | 20.523    | 81%        |
| 17 | Racing de Santander          | 16.515     | -11%               | 22.124    | 74%        |
| 18 | R. C. D. Mallorca            | 13.036     | -14,1%             | 23.142    | 56%        |
| 19 | U. D. Almería                | 12.486     | -1,8%              | 22.000    | 56%        |
| 20 | Getafe C. F.                 | 11,347     | 8,1%               | 16.496    | 68%        |

## Premios

### Trofeo Pichichi

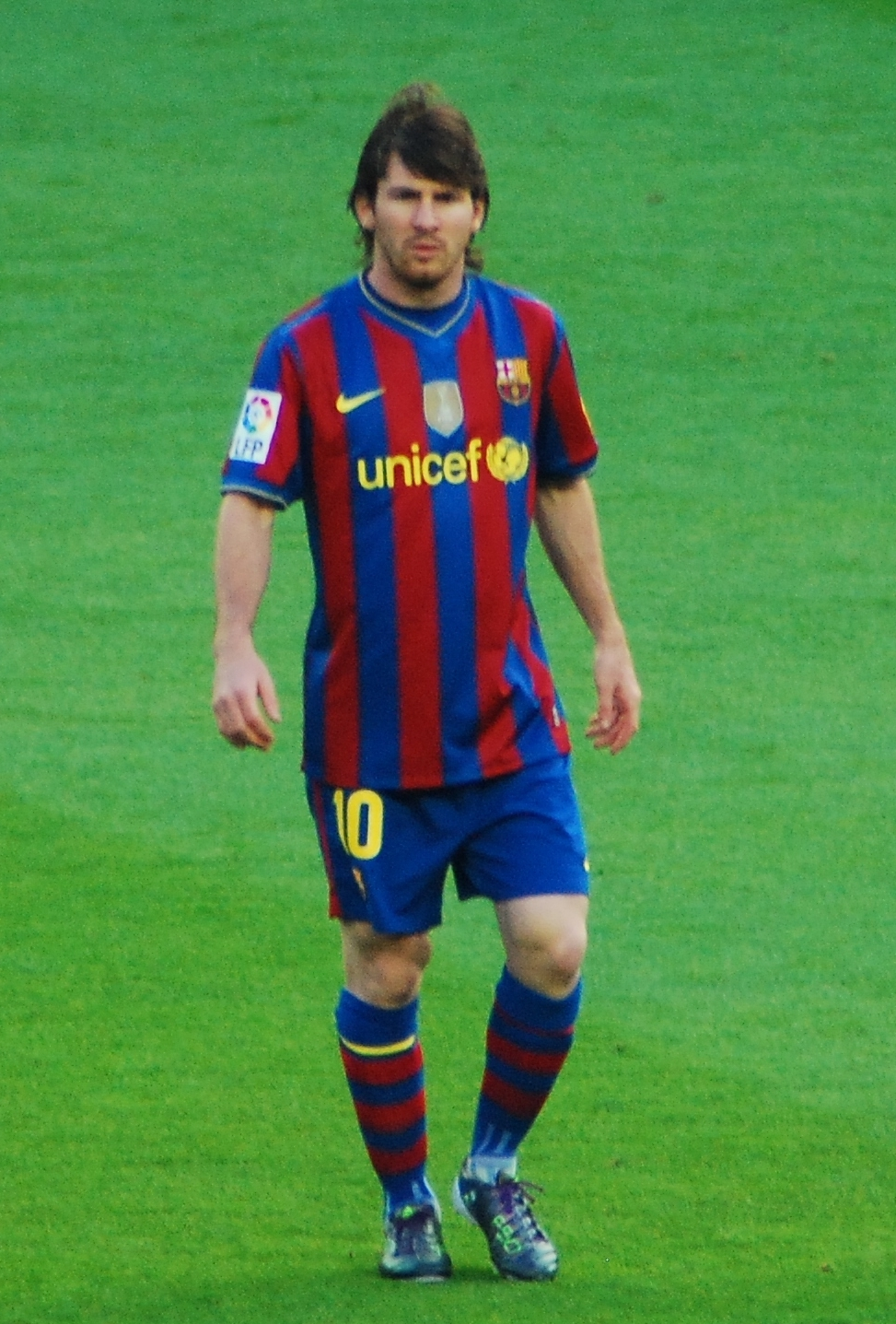
Lionel Messi, Pichichi y Bota de Oro.

Lionel Messi ganó su primer Pichichi con 34 goles en 35 encuentros.
| Pos. | Jugador                         | Equipo             | Goles | Penal. |
| ---- | ------------------------------- | ------------------ | ----- | ------ |
| 1º   | Lionel Messi                    | F. C. Barcelona    | 34    | 2      |
| 2º   | Gonzalo Higuaín                 | Real Madrid C. F.  | 27    | 0      |
| 3º   | Cristiano Ronaldo               | Real Madrid C. F.  | 26    | 4      |
| 4º   | David Villa                     | Valencia C. F.     | 21    | 3      |
| 5º   | Diego Forlán                    | Atlético de Madrid | 18    | 3      |
| 6º   | Zlatan Ibrahimović              | F. C. Barcelona    | 16    | 2      |
|      | Roberto Soldado                 | Getafe C. F.       | 16    | 3      |
| 8º   | Luis Fabiano                    | Sevilla F. C.      | 15    | 1      |
| 9º   | Juan Francisco Martínez, "Nino" | C. D. Tenerife     | 14    | 0      |
|      | Fernando Llorente               | Athletic Club      | 14    | 4      |

### Trofeo Zarra
Por cuarta vez en los últimos cinco años, el valencianista Villa volvió a ser el máximo goleador español y obtuvo el Trofeo Zarra del Diario Marca.
| Pos. | Jugador                         | Equipo         | Goles |
| ---- | ------------------------------- | -------------- | ----- |
| 1º   | David Villa                     | Valencia C. F. | 21    |
| 2º   | Roberto Soldado                 | Getafe C. F.   | 16    |
| 3º   | Juan Francisco Martínez, "Nino" | C. D. Tenerife | 14    |
|      | Fernando Llorente               | Athletic Club  | 14    |

### Trofeo Zamora
Por primera vez en la historia del Barcelona, el club contó en sus filas con el máximo goleador y el portero menos goleado en una misma temporada. El guardamenta Víctor Valdés logró por segundo año consecutivo el Trofeo Zamora, el tercero de su carrera. Para optar al premio fue necesario disputar 60 minutos en, como mínimo, 28 partidos.

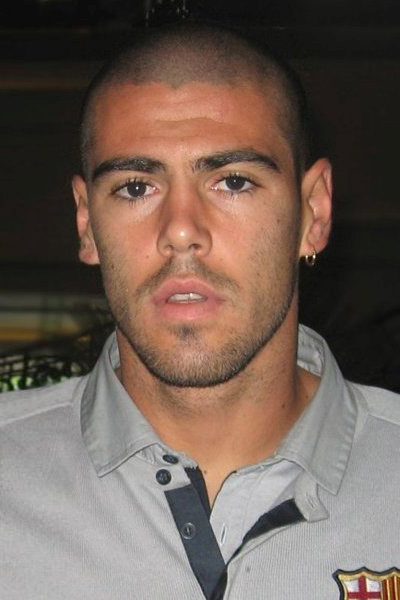
Valdés logró su tercer Zamora.

| Pos. | Jugador            | Equipo                       | Goles | Partidos | Promedio |
| ---- | ------------------ | ---------------------------- | ----- | -------- | -------- |
| 1º   | Víctor Valdés      | F. C. Barcelona              | 24    | 38       | 0,63     |
| 2º   | Iker Casillas      | Real Madrid C. F.            | 35    | 38       | 0,92     |
| 3º   | César Sánchez      | Valencia C. F.               | 29    | 30       | 0,97     |
| 4º   | Dudu Aouate        | R. C. D. Mallorca            | 44    | 37       | 1,19     |
| 5º   | Ricardo López      | C. A. Osasuna                | 43    | 36       | 1,19     |
| 6º   | Dani Aranzubia     | R. C. Deportivo de La Coruña | 42    | 35       | 1,20     |
| 7º   | Gustavo Munúa      | Málaga C. F.                 | 48    | 38       | 1,26     |
| 8º   | Carlos Kameni      | R. C. D. Espanyol            | 38    | 30       | 1,27     |
| 9º   | Juan Pablo Colinas | Real Sporting de Gijón       | 51    | 38       | 1,34     |
| 10º  | Andrés Palop       | Sevilla F. C.                | 45    | 33       | 1,36     |

Notas
1. ↑  Partidos en los que el guardamenta disputó, como mínimo, 60 minutos.

### Trofeo Miguel Muñoz
Pep Guardiola, que dirigió al mejor Barcelona de la historia de la liga, logró el Trofeo Miguel Muñoz de Marca al mejor entrenador, siendo el primer técnico en obtenerlo dos años consecutivamente.

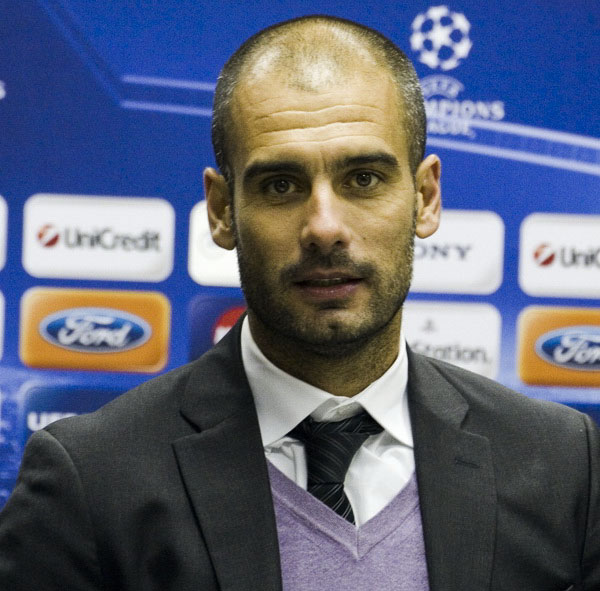
Pep Guardiola hizo historia al ser el primer técnico debutante en ganar dos ligas consecutivas.

| Pos. | Entrenador        | Equipo            | Puntos |
| ---- | ----------------- | ----------------- | ------ |
| 1º   | Josep Guardiola   | F. C. Barcelona   | 77     |
| 2º   | Manuel Pellegrini | Real Madrid C. F. | 72     |
| 3º   | Unai Emery        | Valencia C. F.    | 66     |
| 4º   | Míchel González   | Getafe C. F.      | 65     |
| 5º   | Gregorio Manzano  | R. C. D. Mallorca | 63     |

### Trofeo Alfredo Di Stéfano
Lionel Messi se convirtió en el primer jugador en lograr dos temporadas consecutivas el premio del Diario Marca al mejor jugador de la Primera División. Una votación abierta durante toda la temporada en la web del periódico sirvió para seleccionar a los finalistas del trofeo, cuyo ganador fue elegido entre estos por un jurado de trece expertos, presidido por Alfredo Di Stéfano e integrado por Fabio Capello, Andoni Zubizarreta, José Eulogio Gárate, Emilio Butragueño, Manuel Díaz Vega, Fernando Hierro, Luis Suárez, Quini, Johan Cruyff, Zinedine Zidane, Santiago Segurola, Amalio Moratalla y Eduardo Inda.
| Pos. | Jugador           | Equipo            | Puntos |
| ---- | ----------------- | ----------------- | ------ |
| 1º   | Lionel Messi      | F. C. Barcelona   | 34     |
| 2º   | Cristiano Ronaldo | Real Madrid C. F. | 26     |
| 3º   | Xavi Hernández    | F. C. Barcelona   | 15     |
| 4º   | Gonzalo Higuaín   | Real Madrid C. F. | 4      |

### Trofeo Guruceta

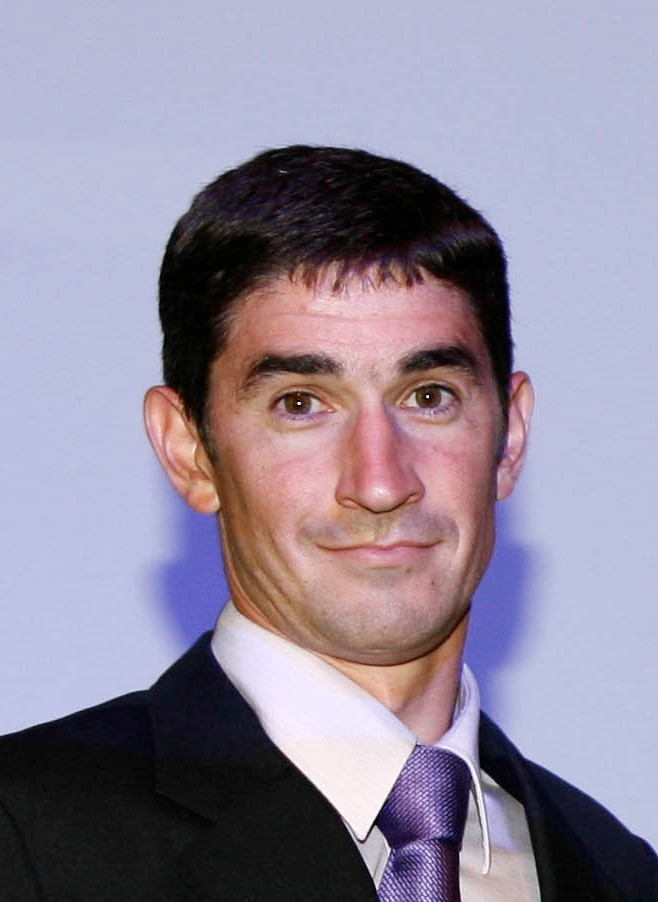
Undiano Mallenco, representante español en el Mundial de Sudáfrica.

Alberto Undiano Mallenco logró el Trofeo Guruceta del Diario Marca por segunda vez en su carrera. El colegiado navarro confirmó su buen momento al ser también elegido como representante español para el Mundial de Sudáfrica.
| Pos. | Árbitro (colegio)        | Puntos | Partidos | Coeficiente |
| ---- | ------------------------ | ------ | -------- | ----------- |
| 1º   | Alberto Undiano Mallenco | 27     | 17       | 1,59        |
| 2º   | Manuel Mejuto González   | 25     | 19       | 1,39        |
| 3º   | David Fernández Borbalán | 24     | 18       | 1,33        |

### Trofeo EFE
Lionel Messi ganó por segunda temporada consecutiva el trofeo al mejor jugador iberoamericano y se convirtió en el primer futbolista en lograr en tres ocasiones el galardón de la Agencia EFE. Para ganar el premio fue necesario disputar, como mínimo, 25 encuentros.
| Pos. | Jugador         | Equipo            | Puntos | Partidos | Media |
| ---- | --------------- | ----------------- | ------ | -------- | ----- |
| 1º   | Lionel Messi    | F. C. Barcelona   | 229    | 35       | 6,54  |
| 2º   | Gonzalo Higuaín | Real Madrid C. F. | 207    | 32       | 6,46  |
| 3º   | Kaká            | Real Madrid C. F. | 160    | 25       | 6,40  |
| 4º   | Dani Alves      | F. C. Barcelona   | 183    | 29       | 6,31  |
| 5º   | Diego Alves     | U. D. Almería     | 217    | 37       | 5,86  |

### Premio Don Balón
- Mejor jugador:  Lionel Messi (F. C. Barcelona)[11]
- Mejor jugador español:  Borja Valero (RCD Mallorca)
- Mejor jugador extranjero:  Lionel Messi (F. C. Barcelona)
- Mejor veterano: Carles Puyol (F. C. Barcelona)
- Jugador revelación: Javi Martínez (Athletic Club)
- Mejor entrenador: Josep Guardiola (F. C. Barcelona)
- Mejor árbitro: Javier Turienzo Álvarez

### Premios LFP
El 23 de junio de 2010 la Liga Nacional de Fútbol Profesional dio a conocer los finalistas de la segunda edición de los Premios LFP, cuyos ganadores se harán públicos durante la temporada 2010/11. 
Un comité técnico, formado por Julen Guerrero, Juan Carlos Mandiá, Antonio Maceda, Xabier Azcargorta, Víctor Muñoz, Rafael Martín Vázquez, Manolo Sarabia, Abel Resino, Julen Lopetegui, Albert Ferrer y Ricardo Resta seleccionaron a tres futbolistas por demarcación: mejor portero, defensa, mediocentro, centrocampista de ataque y delantero, además de jugador revelación. Los entrenadores de la temporada 2009/10 deberán elegir a los ganadores entre estos finalistas. Por su parte, las categorías de Mejor jugador y Mejor entrenador se decidirán en una votación abierta, entre los futbolistas en activo durante esta temporada, mientras que el premio al Juego Limpio será votado por las aficiones a través de las Federaciones de Peñas.
| Categoría                      | Nominados                                                                                                   |
| ------------------------------ | --- |
| Mejor portero                  | Andrés Palop (Sevilla), César Sánchez (Valencia CF) y Víctor Valdés (F. C. Barcelona)                       |
| Mejor defensa                  | Álvaro Arbeloa (Real Madrid), Álvaro Domíguez (Atlético de Madrid) y Gerard Piqué (F. C. Barcelona)         |
| Mejor mediocentro              | Xabi Alonso (Real Madrid), Xavi Hernández (F. C. Barcelona) y Javi Martínez (Athletic Club)                 |
| Mejor centrocampista de ataque | Pedro Rodríguez (F. C. Barcelona), Pedro León (Getafe CF) y Jesús Navas (Sevilla FC)                        |
| Mejor delantero                | Cristiano Ronaldo (Real Madrid), Gonzalo Higuaín (Real Madrid) y Lionel Messi (F. C. Barcelona)             |
| Jugador revelación             | Pedro Rodríguez (F. C. Barcelona), David de Gea (Atlético de Madrid) y Sergio Canales (Racing de Santander) |

### Premio Juego Limpio
Por tercera vez en su historia, el Real Madrid lideró el ranking de fair play elaborado por la Real Federación Española de Fútbol. El segundo clasificado, el CD Tenerife, optó a una plaza para la próxima Europa League, pero esta temporada la Federación Española no recibió ese bonus, al no estar situada en las tres primeras posiciones del Ranking de Fair Play de la UEFA.
| Pos. | Club                   | Ptos |
| ---- | ---------------------- | ---- |
| 1º   | Real Madrid            | 98   |
| 2º   | CD Tenerife            | 101  |
| 3º   | Deportivo de La Coruña | 104  |

## Jugadores

### Mercado de traspasos

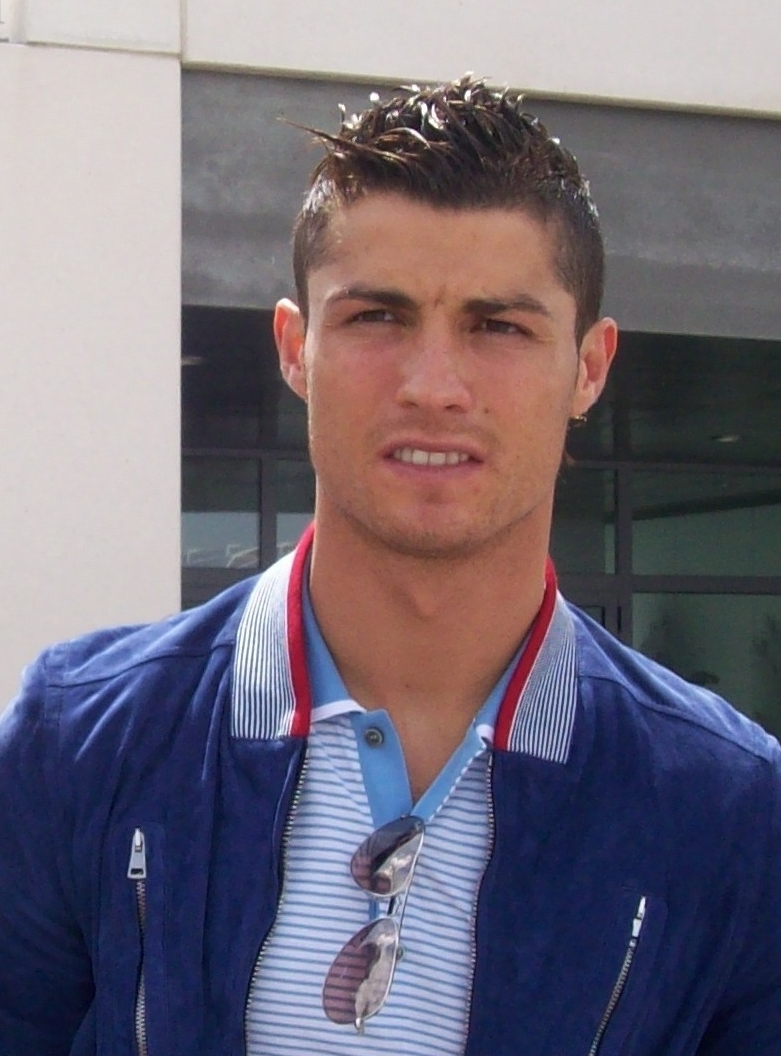
Cristiano Ronaldo se convirtió en el fichaje más caro de la historia.

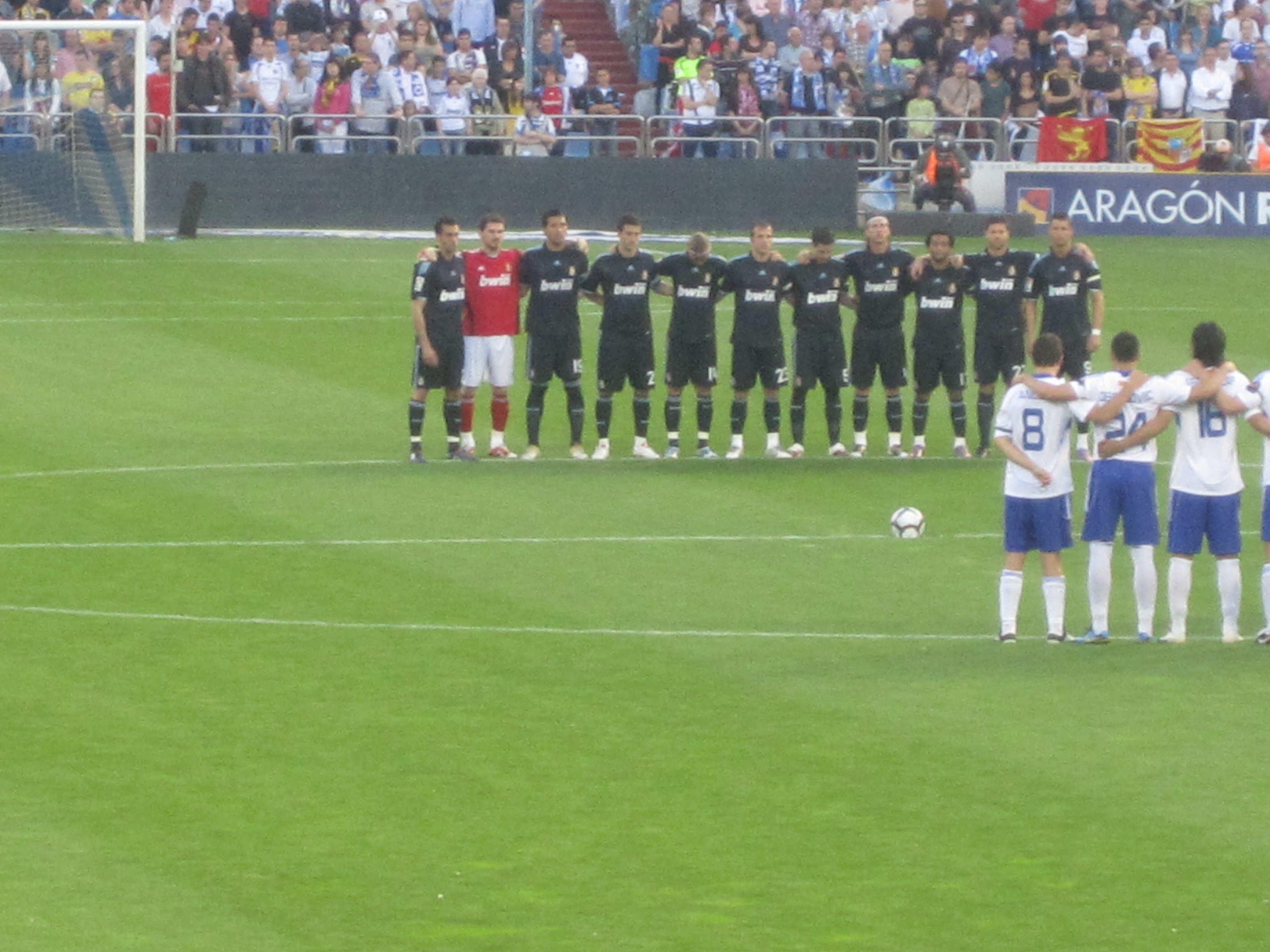
Alineación titular del Real Madrid antes del inicio del encuentro de Liga ante el Real Zaragoza.

Los clubes invirtieron un total de 477 millones de euros en el mercado de verano de 2009, aunque la mayor parte de este gasto (360 millones) salió de las arcas de sólo dos equipos: F. C. Barcelona y, sobre todo, Real Madrid. Los madridistas, de la mano de su nuevo presidente Florentino Pérez, realizaron el mayor desembolso de la historia del fútbol en una temporada, gastando más de 250 millones de euros. Además del fichaje más caro de la historia, Cristiano Ronaldo (94 millones de euros), destacaron las contrataciones de Kaká (65 millones), Karim Benzema (35 millones) y Xabi Alonso (30 millones). A cambio se desprendió de importantes jugadores como Arjen Robben, cuyo traspaso al Bayern de Múnich, por 25 millones, fue la mayor venta realizada esta temporada por un equipo de la Primera División española.
Por su parte, el F. C. Barcelona realizó la operación más cara de su centenaria historia, al adquirir a Zlatan Ibrahimović, del Inter de Milán. Por el sueco pagó 45 millones de euros, más el pase de Samuel Eto'o, valorado en 20 millones de euros, y una indemnización por incumplir la cesión pactada de Aleksandr Hleb, sumando en total 68 millones.
En cambio, el gasto en el mercado de invierno fue el más bajo de las últimas siete temporadas. Los clubes invirtieron 8,25 millones en traspasos, de los cuales, ocho corresponden al fichaje de Eduardo Salvio por el Atlético de Madrid. El resto de equipos, condicionados por la crisis económica, optaron por reforzarse con cesiones o futbolistas sin equipo.

#### Fichajes más caros de la Primera División 2009/10
| Rank. | Jugador            | Club de destino | Club de origen    | Precio (euros) |
| ----- | ------------------ | --------------- | ----------------- | -------------- |
| 1º    | Cristiano Ronaldo  | Real Madrid     | Manchester United | 94.000.000     |
| 2º    | Zlatan Ibrahimović | Barcelona       | Internazionale    | 68.000.000 (*) |
| 3º    | Kaká               | Real Madrid     | Milan             | 65.000.000     |
| 4º    | Karim Benzema      | Real Madrid     | Olympique de Lyon | 35.000.000     |
| 5º    | Xabi Alonso        | Real Madrid     | Liverpool         | 30.000.000     |

(*) El traspaso de Zlatan Ibrahimović fue de 45.000.000, pero sumando la indemnización de la cesión de Aliaksandr Hleb y el traspaso de Samuel Eto'o al Inter de Milán, sumaron los 68.000.000.

## Entrenadores
| Equipo                 | Entrenador (jornadas)                                                       |
| ---------------------- | --------------------------------------------------------------------------- |
| UD Almería             | Hugo Sánchez (1-15) Juan Manuel Lillo (16-38)                               |
| Athletic Club          | Joaquín Caparrós (1-38)                                                     |
| Atlético de Madrid     | Abel Resino (1-7) Quique Sánchez Flores (8-38)                              |
| F. C. Barcelona        | Josep Guardiola (1-38)                                                      |
| Deportivo de La Coruña | Miguel Ángel Lotina (1-38)                                                  |
| RCD Espanyol           | Mauricio Pochettino (1-38)                                                  |
| Getafe CF              | Míchel (1-38)                                                               |
| Málaga CF              | Juan Ramón López Muñiz (1-38)                                               |
| RCD Mallorca           | Gregorio Manzano (1-38)                                                     |
| CA Osasuna             | José Antonio Camacho (1-38)                                                 |
| Racing de Santander    | Juan Carlos Mandiá (1-10) Miguel Ángel Portugal (11-38)                     |
| Real Madrid            | Manuel Pellegrini (1-38)                                                    |
| Sevilla FC             | Manolo Jiménez (1-28) Antonio Álvarez (29-38)                               |
| Sporting de Gijón      | Manuel Preciado                                                             |
| CD Tenerife            | José Luis Oltra (1-38)                                                      |
| Valencia               | Unai Emery (1-38)                                                           |
| Real Valladolid        | José Luis Mendilibar (1-20) Onésimo (21-31) Javier Clemente (32-38)         |
| Villarreal CF          | Ernesto Valverde (1-20) Juan Carlos Garrido (21-38)                         |
| Xerez CD               | José Ángel Ziganda (1-17) Antonio Poyatos (18) Néstor Raúl Gorosito (19-38) |
| Real Zaragoza          | Marcelino García Toral (1-14) José Aurelio Gay (15-38)                      |

## Árbitros

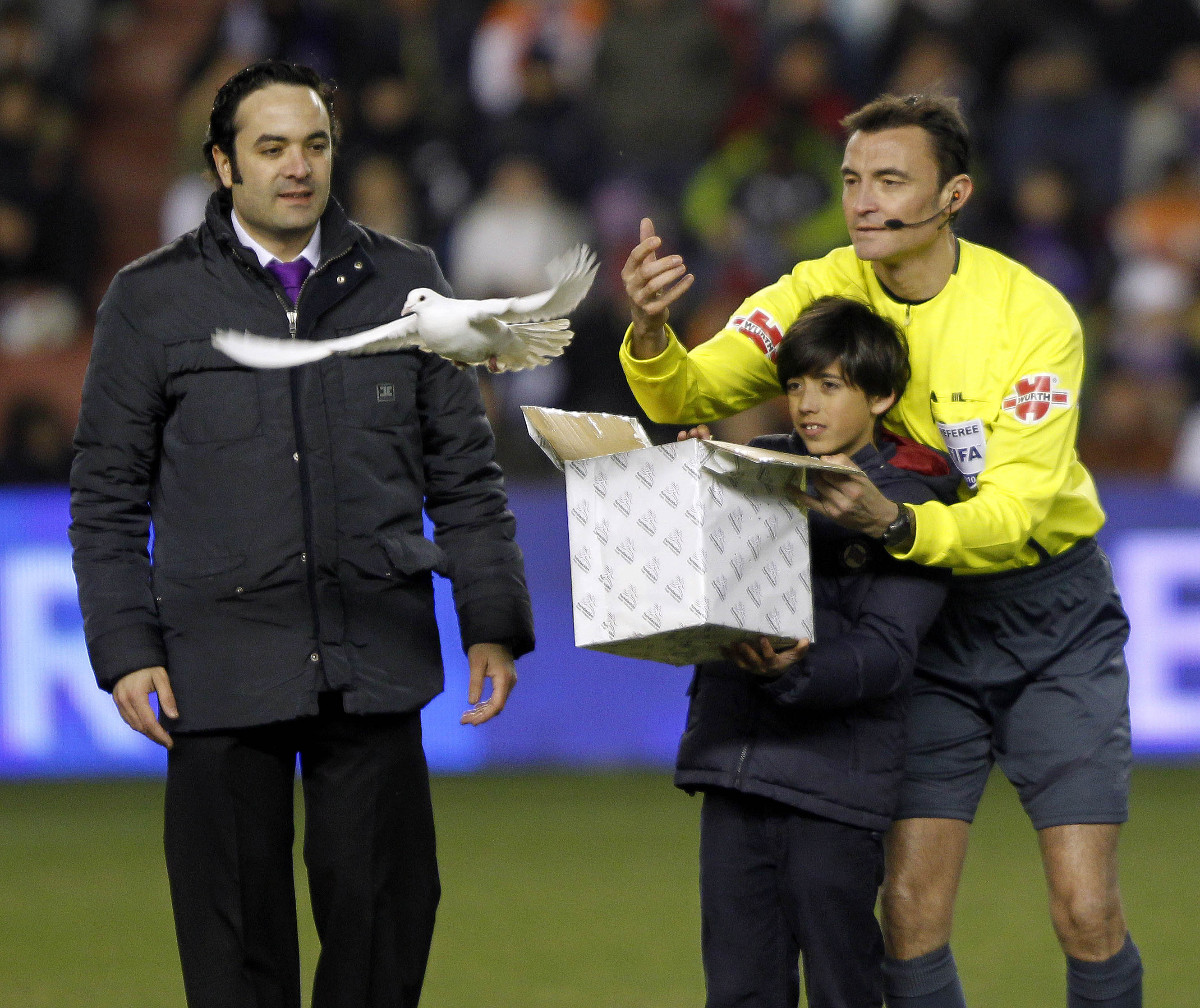
Mejuto González se retiró esta temporada, tras lograr el récord histórico de partidos arbitrados en Primera División.

Siguiendo la línea de reducción de los últimos años, veintidós colegiados, uno menos que la temporada anterior, arbitraron los partidos de la Primera División de España 2009/10. Además, nada más empezar la temporada, Carlos Megía Dávila, que no había superado las pruebas físicas previas, se retiró sin haber pitado ningún partido, para incorporarse al Real Madrid como delegado arbitral.
Esta temporada debutaron dos árbitros en Primera División: Xavier Estrada Fernández y José Luis González González, ambos ascendidos a la máxima categoría tras pasar por Segunda División. Por su parte, causaron baja tres colegiados respecto a la temporada anterior, todos ellos retirados: Luis Medina Cantalejo, Arturo Daudén Ibáñez, Julián Rodríguez Santiago. Este último se vio obligado a colgar el silbato tras ser descendido de categoría por el Comité Técnico de Árbitros y, a la vez, no poder arbitrar en Segunda División por exceder el límite de edad.
Dos árbitros, Manuel Enrique Mejuto González y Eduardo Iturralde González, alcanzaron esta temporada los 262 partidos en Primera División, batiendo así el récord histórico de 248 encuentros que Daniel María Zariquiegui Izco había establecido cuarenta años antes.
Alberto Undiano Mallenco fue el colegiado mejor calificado por el Comité Técnico de Árbitros de la Federación Española, recibiendo así el Trofeo Vicente Acebedo por segunda temporada consecutiva. Al finalizar la temporada, el navarro fue el encargado de representar al arbitraje español en el Mundial de Sudáfrica.
Además de Megía Dávila, esta fue la última temporada en Primera División de otros tres colegiados: Manuel Enrique Mejuto González, que cumplió la edad máxima para seguir en activo, y Bernardino González Vázquez y Alfonso Pérez Burrull, ambos retirados voluntariamente, tras ser relegados a Segunda División por el Comité Técnico de Árbitros.
| Árbitro                           | Colegio             | PA | 1  | X | 2  | TA  | TR | TRD | Pen | Pts   |
| --------------------------------- | ------------------- | -- | -- | - | -- | --- | -- | --- | --- | ----- |
| Undiano Mallenco, Alberto         | Navarro             | 17 | 11 | 2 | 4  | 86  | 6  | 5   | 5   | 11,79 |
| Velasco Carballo, Carlos          | Madrileño           | 20 | 10 | 3 | 7  | 113 | 12 | 8   | 4   | 11,75 |
| Clos Gómez, Carlos                | Aragonés            | 20 | 9  | 6 | 5  | 107 | 7  | 10  | 5   | 11,73 |
| Mejuto González, Manuel Enrique   | Asturiano           | 18 | 7  | 4 | 7  | 86  | 1  | 2   | 3   | 11,68 |
| Teixeira Vitienes, Fernando       | Cántabro            | 20 | 7  | 7 | 6  | 104 | 2  | 6   | 3   | 11,67 |
| Iturralde González, Eduardo       | Vasco               | 22 | 8  | 9 | 5  | 137 | 3  | 2   | 5   | 11,54 |
| Mateu Lahoz, Antonio Miguel       | Valenciano          | 18 | 9  | 7 | 2  | 62  | 1  | 4   | 0   | 11,54 |
| Rubinos Pérez, Antonio            | Madrileño           | 19 | 12 | 5 | 2  | 98  | 6  | 8   | 7   | 11,52 |
| Fernández Borbalan, David         | Andaluz             | 18 | 9  | 4 | 5  | 89  | 1  | 4   | 5   | 11,49 |
| Muñiz Fernández, César            | Asturiano           | 18 | 11 | 6 | 1  | 104 | 5  | 12  | 6   | 11,47 |
| Pérez Lasa, Miguel Ángel          | Vasco               | 16 | 7  | 4 | 5  | 83  | 3  | 4   | 2   | 11,44 |
| Ramírez Domínguez, Rafael         | Andaluz             | 17 | 10 | 3 | 4  | 89  | 2  | 2   | 2   | 11,44 |
| Delgado Ferreiro, Carlos          | Vasco               | 21 | 10 | 1 | 10 | 105 | 1  | 3   | 4   | 11,42 |
| Estrada Fernández, Xavier         | Catalán             | 21 | 10 | 7 | 4  | 120 | 6  | 1   | 4   | 11,42 |
| Turienzo Alvárez, Javier          | Castellano y leonés | 17 | 10 | 4 | 3  | 100 | 5  | 2   | 1   | 11,41 |
| Álvarez Izquierdo, Alfonso Javier | Catalán             | 18 | 9  | 7 | 2  | 93  | 2  | 2   | 3   | 11,41 |
| González González, José Luis      | Castellano y leonés | 18 | 8  | 4 | 6  | 80  | 4  | 5   | 2   | 11,39 |
| Paradas Romero, José Luis         | Andaluz             | 16 | 11 | 1 | 4  | 85  | 3  | 2   | 2   | 11,38 |
| Ayza Gámez, Miguel Ángel          | Valenciano          | 18 | 13 | 2 | 3  | 93  | 7  | 4   | 5   | 11,37 |
| Pérez Burrull, Alfonso            | Cántabro            | 17 | 8  | 6 | 3  | 97  | 1  | 5   | 10  | 11,32 |
| González Vázquez, Bernardino      | Gallego             | 11 | 5  | 3 | 3  | 68  | 1  | 1   | 1   | 11,02 |
| Megía Dávila, Carlos              | Madrileño           | 0  | 0  | 0 | 0  | 0   | 0  | 0   | 0   | S/C   |

PA = Partidos arbirtados; 1 = Partidos con victorial local; X = Partidos con empate; 2 = Partidos con victoria visitante; TA = Tarjetas amarillas mostradas; TR = Tarjetas rojas mostradas; TRD = Tarjetas rojas directas mostradas; Pen = Penaltis señalados; Pts = Calificación media del Comité Técnico de Árbitros de la RFEF